# لوسي تايلر شارمان
لوسي تايلر شارمان (بالإنجليزية: Lucy Tyler-Sharman) مواليد 6 يونيو 1965 في لويفيل، الولايات المتحدة، هي درّاجة أسترالية في صنف سباق الدراجات على المضمار. شاركت في دورة الألعاب الأولمبية الصيفية.

## روابط خارجية
- لوسي تايلر شارمان على موقع أرشيف الدراجات (الإنجليزية)
- لوسي تايلر شارمان على موقع أوليمبيديا (الإنجليزية)
- لوسي تايلر شارمان على موقع اللجنة الأولمبية الأسترالية (الإنجليزية)
- لوسي تايلر شارمان على موقع اتحاد ألعاب الكومنولث (مؤرشف) (الإنجليزية)